# 2003 UK292
2003 UK292, também escrito como 2003 UK292, é um objeto transnetuniano que está localizado no Cinturão de Kuiper, uma região do Sistema Solar. Este corpo celeste é classificado como um cubewano. Ele possui uma magnitude absoluta de 7,2 e tem um diâmetro estimado com 160 km.

## Descoberta
2003 UK292 foi descoberto no dia 24 de outubro de 2003 pelo astrônomo Marc W. Buie.

## Órbita
A órbita de 2003 UK292 tem uma excentricidade de 0,109 e possui um semieixo maior de 43,211 UA. O seu periélio leva o mesmo a uma distância de 38,483 UA em relação ao Sol e seu afélio a 47,939 UA.